# Falknis
Falknis je planina u lancu Rätikon u Alpama, smještena na granici  Lihtenštajna i Švicarske. Visoka je 2562 m.
Najbliže mjesto je Balzers.

## U književnosti
Falknis je jedna od dvije planine navedene imenom u romanu Heidi Johanne Spyri iz 1881. godine. Naslovna ih junakinja opisuje svom djedu nakon što ih je obje vidjela s livade na koju se koze svakodnevno vode na ispašu, a on joj kaže njihova imena. Druga planina je Schesaplana, nekih 11 km istočnije.

## Vanjske poveznice
- Falknis na Hikru